# Faro della Revellata
Il faro della Revellata è un faro marittimo che si trova sull'omonima punta lungo la costa nord-occidentale della Corsica, a ovest della città di Calvi. La luce è prodotta da una lampada alogena da 180 watt, con una portata di 21 miglia nautiche.

## Storia
Il faro è stato costruito a partire dal 1838, per essere poi inaugurato nel 1844. Inizialmente emetteva una luce bianca fissa; dal 1906 due lampi bianchi ogni 10 secondi. Nella seconda metà del Novecento è stato automatizzato.

## Struttura
Si tratta di una torre a sezione quadrangolare, che si eleva al di sopra della parte centrale di un edificio a base rettangolare che in passato ospitava le abitazioni dei guardiani. Sulla parte sommitale della torre si trova la lanterna.
Il complesso si presenta in muratura di pietra, gesso e pietra liscia nelle aree angolari.